# Удобкина, Людмила Вячеславовна
Людмила Вячеславовна Удобкина (3 октября 1984, Орёл, СССР) — российская бобслеистка. Участница зимних олимпийских игр в Ванкувере и в Сочи. Мастер спорта России международного класса (бобслей, разгоняющая). Чемпионка России (2008) и многократная призёрка чемпионатов России в бобслее (серебро (2009, 2010, 2012, 2013), бронза (2002, 2004)), а также по боб-стартам (серебро (2003 — двойка), бронза (2004 — четверка). На юниорском чемпионате в Кенигзее в паре с пилотом Ольгой Федоровой Людмила завоевала бронзу, добившись крупного успеха для российского женского бобслея.
Тренеры — С. Г. Журкин, И. В. Болберкин.
Выступает за ВФСО «Динамо». Выступает за «Динамо-23». В команде с 2004 года. Лейтенант ФСКН.
Окончила 11-ю школа им. Г. М. Пясецкого, Мезенский Педагогический Колледж.

## Спортивная биография
Лучшие достижения
Общий зачет Кубка Мира — 6 место (сезон 2011/12)
Чемпионат Европы — 6 местo (2012),
Первенство мира среди юниоров — 3 место (2009);
Чемпионка России (2008), серебряный призёр (2009,2010, 2012,2013).

## Дисквалификация
22 декабря 2017 года решением Международного олимпийского комитета за нарушение антидопинговых правил аннулированы результаты полученные на  Олимпийских игр 2014 года в Сочи и пожизненно отстранен от участия в Олимпийских играх. Вскоре была подана апелляция и 1 февраля Спортивный арбитражный суд её удовлетворил и аннулировал пожизненное отстранение от участия в Олимпийских играх за нарушение антидопинговых правил.